# Ернст Вайс
Ернст Вайс (на немски: Ernst Weiß) е австрийски писател и лекар, автор на романи, разкази и есета.

## Биография
Ернст Вайс е роден през 1882 г. в Брюн, Австро-Унгария. Произхожда от еврейско семейство. Баща му е търговец на платове и умира през 1886 г.
Въпреки материалните затруднения и многократно сменяните училища Вайс полага успешно матура през 1902 г.
Започва да следва медицина в Прага и Виена. Завърша през 1908 г. в Брюн и работи като хирург в Берн и Берлин.
През 1911 г. Вайс се завръща във Виена и получава назначение в квартална болница. От това време датира кореспонденцията му с Мартин Бубер.
Разболява се от белодробна туберкулоза и през 1912 и 1913 г. намира място като корабен лекар в австрийската компания „Лойд“ и с парахода „Австрия“ пътува за Индия, Япония и Карибите.
През юни 1913 г. Ернст Вайс се запознава с Франц Кафка. Пражанинът го окуражава в литературната му дейност и още през същата година Вайс дебютира с романа си „Галерата“ („Die Galeere“).
През 1914 г. е мобилизиран в армията и взима участие в Първата световна война като полков лекар в Унгария и Волиния. След края на войната отива в Прага и през 1919 – 1920 г. работи като лекар в местна болница.
След кратък престой в Мюнхен Вайс се установява през 1921 г. в Берлин. Става писател на свободна практика и сътрудничи на различни вестници. Завързва тясно приятелство с австрийския писател Йодьон фон Хорват, който му посвещава романа си „Вечният еснаф“.
Скоро след Пожара в Райхстага на 27 февруари 1933 г. Вайс напуска Берлин завинаги и се завръща в Прага. През 1934 г. емигрира в Париж, но там не получава разрешение да работи като лекар и започва да пише за различни емигрантски списания. Понеже с тази дейност не може да си осигури препитание, получава помощи от писателите Томас Ман и Стефан Цвайг.
Когато на 14 юни 1940 г. вижда от хотела си нашествието на немските войски в Париж, слага край на живота си, като поглъща отрова и във ваната на хотелската стая прерязва вените си.
Ернст Вайс умира в близката болница на 57-годишна възраст.
Неговото самоубийство е пресъздадено литературно в романа на Ана Зегерс „Транзит“ (1944).
След смъртта на писателя голям куфар с непубикувани ръкописи изчезва.
Мястото на гроба му остава неизяснено.

## Награди и отличия
- 1928: „Награда Адалберт Щифтер“